# Abraham Gustafsson Stenbock
Abraham Gustafsson Stenbock, död 24 maj 1567 i Uppsala, var en svensk adelsman. Han var son till riksrådet Gustaf Olofsson (Stenbock) och bror till drottning Katarina Stenbock. Abraham Gustafsson Stenbock var ett av dödsoffren under de så kallade Sturemorden på Uppsala slott 1567. 
Uppgifterna om hans bakgrund är knapphändiga, men han omnämns som kammarjunkare 1565-1566. Den 8 maj 1567 dömdes han till döden av Höga nämnden för högförräderi mot kung Erik XIV. De till 1567 års riksdag sammankallade ständerna bekräftade domen, varefter Stenbock på kungens order dödades tillsammans med Svante Sture och två av dennes söner.